# Willy Messerschmitt

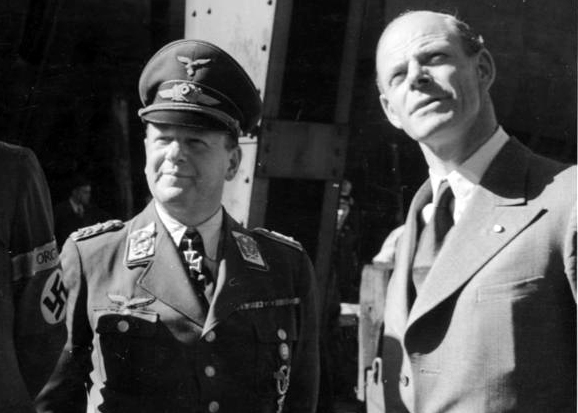
Erhard Milch en Willy Messerschmitt.

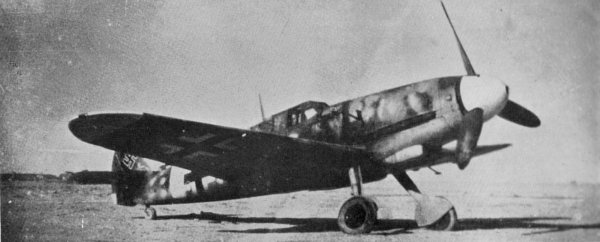
Een Messerschmitt ME 109 G

Wilhelm Emil Messerschmitt (Frankfurt am Main, 26 juni 1898 – München, 15 september 1978) was een Duits ontwerper en producent van vliegtuigen.
Al op jonge leeftijd legde hij belangstelling voor de luchtvaart aan de dag. Dat was geen toeval. Hij ontmoette Friedrich Harth, een architect en bouwer van zweefvliegtuigen die, toen hij in 1914 in het leger ging, hem zijn plannen voor een zweefvliegtuig overhandigde. Toen Harth met verlof naar huis kwam merkte hij tot zijn verbazing dat Messerschmitt het toestel had gebouwd.
In 1917 nam Willy zelf dienst in het leger, maar hij werd om medische redenen ontslagen en ging naar München om daar luchtvaart- en ingenieursstudies te beginnen. Met financiële ondersteuning van zijn familie kon Messerschmitt genoeg geld bijeenkrijgen om de Bayerische Flugzeugwerke in Augsburg te kopen. Die firma was opgericht door Ernst Udet, een luchtheld uit de Eerste Wereldoorlog.
In 1931 stortten twee Lufthansatoestellen van het type M20 neer. Een van de slachtoffers was een persoonlijke vriend van Erhard Milch, hoofd van Lufthansa en rechterhand van Hermann Göring. Als gevolg hiervan deed Milch al het mogelijke om Messerschmitt contracten en subsidies te onthouden die andere Duitse vliegtuigbouwers wel kregen. De vijandschap ging zover dat Milch Messerschmitt verplichtte tweedekkers van Ernst Heinkel te bouwen.
In het voorjaar van 1934 konden de verschillende Duitse vliegtuigfabrikanten zich inschrijven voor de aanbesteding van een nieuw jachtvliegtuig. Het ministerie van Luchtvaart had tevoren duidelijke specificaties opgesteld. Het moest een laagdekker met een lijnmotor worden, bewapend met twee MG 17 mitrailleurs van 7.92 mm. Behalve de vliegtuigfabrikanten Arado, Heinkel en Focke-Wulf, nam ook BFW de uitdaging aan. Zo ontstond de beroemde Messerschmitt Bf 109, waarvan het basisconcept was ontleend aan de modernste technieken en aërodynamica. Behalve Willy Messerschmitt en Walter Rethel werkten ook hun assistenten Robert Lusser en de gebroeders Bauer aan het project. De ervaringen die waren opgedaan met het voorgaande model, de Bf 108, vormden het uitgangspunt. Het team had zich tot doel gesteld een geheel nieuwe, zeer snelle en effectieve jager te ontwikkelen.
Bij de oplossingen die het team bedacht, werd meteen al rekening gehouden met de toekomstige ontwikkeling van het toestel. Daardoor ging het ontwerp relatief lang mee, zeker in vergelijking met sommige andere ontwerpen uit die tijd. Het prototype was, ironisch genoeg, voorzien van een Britse Rolls-Roycemotor met een vermogen van 512 kW (695 pk). Deze werd later vervangen door een product van eigen bodem, de Jumo 210A met een vermogen van 449 kW (610 pk). 
Het toestel verwierf grote faam in de zomer van 1937, tijdens het luchtvaartconcours van Zürich in Zwitserland. Het Duitse team nam drie trofeeën mee naar huis. Rond die tijd werden ook de eerste exemplaren van de Bf 109 afgeleverd aan het Spaanse Condorlegioen. Als kroon op alle inspanningen bracht de eerste vlieger van de onderneming, Hermann Wurster, als eerste Duitser in de geschiedenis van luchtvaart, het wereldsnelheidsrecord op zijn naam door met de Bf 109 een snelheid te registreren van 610,95 km/u.
Willy Messerschmitt, die nauw persoonlijk contact onderhield met Rudolf Hess, stelde voor Hitler te vragen zijn bedrijf te komen bezoeken. Hitler ging akkoord en bezocht de fabriek op 22 november 1937. Als direct gevolg van dit bezoek plaatste de overheid grote orders. Dit stelde de in Augsburg gevestigde onderneming in staat de naam en bedrijfsvorm te wijzigen in Messerschmitt Aktiengesellschaft.
Willy Messerschmitt ontving in 1938 samen met Ernst Heinkel de Nationale Duitse Prijs voor Kunst en Wetenschap, de "Duitse Nobelprijs" en de daaraan verbonden 100 000 Rijksmark.
Toch slaagde Willy erin de Messerschmitt Bf 109 de voorkeur te doen krijgen op de Heinkel He 112 bij een vergelijkende test. Het werd het meest gebouwde gevechtstoestel aller tijden, met meer dan 33.000 geproduceerde exemplaren. Daarnaast bouwde Messerschmitt de:
- Bf 110, een lichte jachtbommenwerper
- Me 323 Gigant  een transporttoestel,
- Me 163  het eerste door een raket aangedreven vliegtuig dat operationeel werd ingezet
- Me 262 het eerste straalvliegtuig gebruikt in een gevecht en de
- Me 410.

Aan het einde van de oorlog waren zijn vliegtuigfabrieken vernietigd. Hij werd in 1945 gevangengenomen en in 1948 verbood een rechtbank hem nog verder vliegtuigen te ontwerpen en veroordeelde hem tot twee jaar cel wegens verplichte tewerkstelling van krijgsgevangenen in zijn fabrieken.
Later richtte hij een nieuwe fabriek op voor het bouwen van prefab-huizen, naaimachines en kleine auto's en kon opnieuw aan de slag gaan als ontwerper van vliegtuigen voor de Spaanse en Egyptische luchtmacht. In 1958 kreeg hij van de NAVO contracten om vliegtuigen te bouwen. In de jaren 1968 '69 ontstond als resultaat van een aantal fusies een nieuwe firma met de naam Messerschmitt-Bolków-Blohm GmbH. Dit bedrijf bouwde o.a. vliegtuigen (o.a. de Lockheed F-104 Starfighter), raketten, ruimtetuigen en spoorwegmateriaal. Op het einde van zijn carrière was Messerschmitt haar erevoorzitter. Hij liet zijn persoonlijk fortuin na om de culturele monumenten van Europa te restaureren.